# Cornelis van der Aa
Cornelis van der Aa (22. října 1749 Leiden – 26. října 1815 Amsterdam) byl nizozemský knihkupec a historik.

## Život
V roce 1769 si v Leidenu založil knihkupectví. Roku 1770 se přestěhoval do Haarlemu. Poté, co Nizozemsko obsadila republikánská Francie, byl Cornelis okupanty odsouzen k pěti letům odnětí svobody a následnému vyhnanství z Holandska. Z vězení byl propuštěn až roku 1799. Následně se usadil v Utrechtu, kde obnovil své knihkupectví. V roce 1807 ho však prodal a zbytek života strávil v Amsterdamu, kde se věnoval psaní historických děl.

## Díla
- Handboekje der Vaderlandsche Geschiedenissen (Dordrecht 1804)
- Geschiedenis van den jongstgeëindigden oorlog, tot op het sluiten van den vrede te Amiens (Amsterdam 1808)
- De Geschiedenis der Vereenigde Nederlanden en derzelver buitenlandsche bezittingen (Dordrecht 1811)
- Geschiedenis van het leven, karakter en lotgevallen van Willem V. Prins van Oranje en Nassau (Franeker 1810)
- De doorluchtige Vorsten uit den Huize van Oranje-Nassau en derzelver uitmuntende daden (Amsterdam 1814)
- De Tirannijen der Franschen in den jare 1747, 1785–1813 in de Nederlanden gepleegd (Amsterdam 1814)
- Verslag van de gebeurtenissen in Amsterdam en Woerden in November en December 1813 (Amsterdam 1814)